# Staronići
Staronići su naseljeno mjesto u općini Čajniču, Republika Srpska, BiH.

## Stanovništvo
Nacionalni sastav stanovništva 1991. godine, bio je sljedeći:
| Narod  | Broj stanovnika |
| ------ | --------------- |
| Srbi   | 218             |
| Ukupno | 218             |